# NGC 4394
NGC 4394是SBb型棒旋星系，在天球上位於后髮座，距離地球約3950萬光年（1210萬秒差距）。NGC 4394由威廉·赫歇爾發現於1784年3月14日。NGC 4394的核心區域是典型的低電離星系核。並且NGC 4394是透鏡狀星系M85的假定伴星系，兩者在天球上相距8角分。NGC 4394也是室女座星系團的成員星系。